# 扎什基夫 (佐洛奇夫區)
49°44′9″N 24°44′47″E / 49.73583°N 24.74639°E
扎什基夫（烏克蘭語：Зашків）是烏克蘭西部利維夫州佐洛奇夫區的村莊，始建於1350年，面積0.85平方公里，海拔高度349米，2001年人口100，人口密度每平方公里118.06人。